# Elecciones estatales de Michoacán de 2011
Las Elecciones estatales de Michoacán de 2011 se llevaron a cabo el domingo 13 de noviembre de 2011, y en ellas se renovaron los titulares de los siguientes cargos de elección popular del estado mexicano de Michoacán:
- Gobernador de Michoacán: titular del Poder Ejecutivo del estado, electo para un periodo extraordinario de tres años y siete meses en ningún caso reelegibles,[1] el candidato electo fue Fausto Vallejo Figueroa.[2]
- 112 ayuntamientos: Regidos por el sistema de partidos, de un total de 113 (el municipio restante, Cherán, se rige por usos y costumbres) formados por un Presidente Municipal, regidores y síndicos, electos para un periodo de tres años, no reelegibles de manera consecutiva.
- 40 diputados del Congreso del Estado: 24 electos por mayoría relativa en cada uno de los distritos electorales del estado y 16 electos por representación proporcional mediante un sistema de listas, todos para un periodo de tres años.

## Resultados Electorales Preliminares
Siete partidos políticos nacionales con registro en Michoacán participaron en este proceso electoral. Los resultados electorales preliminares son los siguientes:

### Resultados
|  | 32.63 % |

|  | 35.44 % |

|  | 28.81 % |

|  | 0.05 % |

|  | 3.05 % |

|  | 100.00 % |

#### Encuestas Preelectorales
| Encuestadora                | Fuente | Fecha                    | Calderón | Vallejo | Aureoles |
| --------------------------- | ------ | ------------------------ | -------- | ------- | -------- |
| Grupo Reforma               | [ 10 ] | 19 de septiembre de 2011 | 29       | 37      | 34       |
| GCE-Milenio                 | [ 11 ] | 26 de septiembre de 2011 | 33       | 31.4    | 22.5     |
| Excelsior                   | [ 12 ] | 3 de octubre de 2011     | 26       | 39      | 35       |
| ARCOP                       | [ 13 ] | 9 de octubre de 2011     | 32       | 29      | 22       |
| GCE-Milenio                 | [ 14 ] | 14 de octubre de 2011    | 36       | 32      | 19       |
| GCE-Milenio                 | [ 15 ] | 1 de noviembre de 2011   | 38.8     | 28.2    | 17.5     |
| Mendoza, Blanco y Asociados |        | 13 de noviembre de 2011  | 31.0     | 35.5    | 33.5     |

### Ayuntamientos
A continuación se muestran los resultados electorales preliminares de los 12 municipios más poblados del estado, que juntos albergan al 51.16% de la población de Michoacán.

#### Ayuntamiento de Morelia
- Nota: El Tribunal Superior del Poder Judicial de la Federación anuló la elección en este municipio.

|  | 39.76 % |

|  | 39.90 % |

|  | 15.01 % |

|  | 1.47 % |

|  | 0.11 % |

|  | 3.75 % |

|  | 100.00 % |

- Nota: ya que la diferencia entre el candidato del PRI-PVEM y el candidato del PAN-PANAL fue menor a 1 punto porcentual, se procederá al conteo voto por voto en este municipio.

#### Ayuntamiento deUruapan
|  | 26.64 % |

|  | 43.87 % |

|  | 24.78 % |

|  | 0.90 % |

|  | 3.74 % |

|  | 0.07 % |

|  | 100.00 % |

#### Ayuntamiento de Zamora
|  | 41.60 % |

|  | 35.67 % |

|  | 18.48 % |

|  | 0.98 % |

|  | 0.09 % |

|  | 3.19 % |

|  | 100.00 % |

#### Ayuntamiento de Lázaro Cárdenas
|  | 12.50 % |

|  | 39.11 % |

|  | 44.83 % |

|  | 0.0 % |

|  | 1.10 % |

|  | 0.05 % |

|  | 2.41 % |

|  | 100.00 % |

#### Ayuntamiento de Ciudad Hidalgo
|  | 34.25 % |

|  | 44.11 % |

|  | 18.07 % |

|  | 0.0 % |

|  | 0.05 % |

|  | 3.52 % |

|  | 100.00 % |

#### Ayuntamiento de Tanhuato
- Gustavo Garibay García†  Hecho

#### Ayuntamiento de Zitácuaro
|  | 29.79 % |

|  | 38.00 % |

|  | 24.26 % |

|  | 2.94 % |

|  | 0.0 % |

|  | 0.09 % |

|  | 4.92 % |

|  | 100.00 % |

#### Ayuntamiento de Apatzingán
|  | 18.08 % |

|  | 54.06 % |

|  | 23.07 % |

|  | 1.91 % |

|  | 0.05 % |

|  | 2.83 % |

|  | 100.00 % |

#### Ayuntamiento de La Piedad
|  | 53.37 % |

|  | 32.41 % |

|  | 9.90 % |

|  | 1.01 % |

|  | 1.13 % |

|  | 0.01 % |

|  | 2.17 % |

|  | 100.00 % |

Se guardo un minuto de silencio por el fallecimiento de Ricardo Guzmán Romero alcalde que fue asesinado en La Piedad.

#### Ayuntamiento de Pátzcuaro
|  | 25.50 % |

|  | 31.62 % |

|  | 22.62 % |

|  | 14.5 % |

|  | 0.0 % |

|  | 0.06 % |

|  | 5.69 % |

|  | 100.00 % |

#### Ayuntamiento de Maravatío
|  | 38.26 % |

|  | 21.93 % |

|  | 36.28 % |

|  | 0.07 % |

|  | 3.46 % |

|  | 100.00 % |

#### Ayuntamiento de Venustiano Carranza
|  | 20.83 % |

|  | 39.84 % |

|  | 34.03 % |

|  | 1.79 % |

|  | 0.05 % |

|  | 3.43 % |

|  | 100.00 % |

#### Ayuntamiento de Parácuaro
- Lucila Barajas Velázquez  Hecho

#### Ayuntamiento de Zacapu
|  | 28.81 % |

|  | 27.55 % |

|  | 32.94 % |

|  | 4.12 % |

|  | 4.75 % |

|  | 0.0 % |

|  | 0.0 % |

|  | 0.00 % |

|  | 0.00 % |

|  | 100.00 % |

#### Ayuntamiento de Purépero
- Constantino Martínez Hurtado  Hecho

### Diputados
| Partido/Alianza | Partido/Alianza                                        | Mayoría relativa | R. Proporcional | Total |
| --------------- | ------------------------------------------------------ | ---------------- | --------------- | ----- |
|                 | Por Ti, Por Michoacán (PAN - PANAL)                    | 6                | 4               | 10    |
|                 | En Michoacán, la unidad es nuestra fuerza (PRI - PVEM) | 11               | 5               | 16    |
|                 | Michoacán nos une (PRD - PT)                           | 7                | 4               | 11    |
|                 | Movimiento Ciudadano                                   | 0                | 0               | 0     |

#### Diputados de mayoría relativa
|       | Distrito         | [ 48 ]                              |                                      | [ 49 ]                              |                                 |
| ----- | ---------------- | ----------------------------------- | ------------------------------------ | ----------------------------------- | ------------------------------- |
| I     | La Piedad        | Bertha Ligia López Aceves Hecho     | Jesús Pérez Berber                   | Francisco Piceno Camacho            | Artemisa Berenice López Ramírez |
| II    | Puruándiro       | María Amparo Macedo                 | Herminio Granados Servín             | Erik Juárez Blanquet Hecho          | Rubén Magaña Valdovinos         |
| III   | Maravatio        | Roberto Flores Bautista             | Juan Agustín Torres Sandoval         | Francisco Bolaños Carmona Hecho     | No presentó candidato           |
| IV    | Jiquilpan        | José Eduardo Anaya Gómez Hecho      | Gustavo Orozco Zepeda                | Maribel Mejía Zepeda                | María Longia Rayas Morales      |
| V     | Jacona           | Manuel Ceja Ochoa                   | Miguel Amezcua Manzo Hecho           | Gonzalo Herrera Pérez               | Amaury Fernández Galván         |
| VI    | Zamora           | Ma. Eugenia Méndez Dávalos Hecho    | Sergio Arturo Rodríguez Cazares      | Francisco Valdés Manzo              | Roberto Salcedo Quintero        |
| VII   | Zacapu           | Yolanda Esperanza Orozco León       | Alejandro Jiménez Granados           | Armando Hurtado Arévalo Hecho       | Juan Manuel Moreno Huante       |
| VIII  | Zinapécuaro      | Edgar Velázquez Sánchez             | Antonio Sosa López Hecho             | Mario Gaona García                  | Esteban Mascote Páramo          |
| IX    | Los Reyes        | José Sebastián Naranjo Blanco Hecho | Ignacio Ramos Medina                 | Roberto Andrade Fernández           | Fernando Morales Medina         |
| X     | Morelia Noroeste | Moisés Cardona Anguiano             | Marco Polo Aguirre Chávez Hecho      | Fabiola Alanís Sámano               | Sergio Ramírez Gutiérrez        |
| XI    | Morelia Noreste  | Ana Lucía Galindo                   | Olivio López Mújica Hecho            | Carlos González López               | Juan Carlos Murguía Zavala      |
| XII   | Hidalgo          | José Luis Ávila Franco              | Santiago Blanco Nateras Hecho        | Norberto Antonio Martínez Soto      | Leodegario González Barrios     |
| XIII  | Zitácuaro        | Leticia Fernández Durán             | Juan Carlos Orihuela Tello Hecho     | Carmen Martínez Santillán           | David Hernández Pérez           |
| XIV   | Uruapan Norte    | Araceli Moraila Martínez            | Rigel Macías Hernández Hecho         | Juan Daniel Manzo Rodríguez         | Héctor Artemio Magaña Meza      |
| XV    | Pátzcuaro        | Arturo Ramírez Puerco               | Marco Antonio Paz Ornelas            | José Eleazar Aparicio Tercero Hecho | Rogelio Alvarado Tovar          |
| XVI   | Morelia Suroeste | José Salvador Ramírez Magaña        | Jaime Darío Oseguera Hecho           | Juan Carlos Barragán Vélez          | José Miguel Cázares Higuera     |
| XVII  | Morelia Sureste  | Mariana Gudiño Paredes              | Daniela de los Santos Torres Hecho   | Armando Luna Escalante              | José Antonio Cortés López       |
| XVIII | Huetamo          | Araceli Alvarado                    | Francisco Villa Guerrero             | Elías Ibarra Torres Hecho           | Liliana Yaret Peralta Vásquez   |
| XIX   | Tacámbaro        | Jorge Moreno Martínez Hecho         | Everardo Cruz García                 | Ricardo Infante González            | Octavio Tapia Rodríguez         |
| XX    | Uruapan Sur      | Norma Adriana Magaña Madrigal       | Marco Trejo Pureco Hecho             | Ramsés Sandoval Hernández           | Felipe Ramos Martínez           |
| XXI   | Coalcomán        | Reyna Gladis García Mendoza         | Mario Álvarez López                  | Osbaldo Esquivel Lucatero Hecho     | Salvador Cárdenas Delgado       |
| XXII  | Múgica           | Martina Cárdenas Sánchez            | Salomón Fernando Reyes Rosales Hecho | Feliciano Flores Anguiano           | Luis Fernándo Ávila Valanzar    |
| XXIII | Apatzingán       | Francisco Javier Girón del Toro     | Cesar Chávez Garibay Hecho           | Iris Vianey Mendoza Mendoza         | Edgardo Betancourt Moreno       |
| XXIV  | Lázaro Cárdenas  | Florentino Pineda Ramírez           | Jaime Valencia González              | Silvia Estrada Esquivel Hecho       | Roberto Jesús Pérez Díaz        |

#### Diputados de representación proporcional
| Lista | PAN-PANAL                           | PRI-PVEM                         | PRD-PT                           | MC                               |
| ----- | ----------------------------------- | -------------------------------- | -------------------------------- | -------------------------------- |
| 1     | Alfonso Martínez Alcázar Hecho      | Víctor Manuel Silva Tejeda Hecho | Fidel Calderón Torreblanca Hecho | Aníbal Guerra Calderón           |
| 2     | Sarbelio Augusto Molina Vélez Hecho | Salvador Galván Infante Hecho    | Selene Vásquez Alatorre Hecho    | Ivonne Judith Cervantes Calderón |
| 3     | Laura González Martínez Hecho       | César Morales Gaytán Hecho       | Uriel López Paredes Hecho        | Víctor Cervantes Lemus           |
| 4     | Sergio Benítez Suárez Hecho         | Eduardo Orihuela Estefan Hecho   | Reginaldo Sandoval Flores Hecho  | Aldo Mendoza González            |
| 5     | Adriana Gabriela Ceballos Hernández | Rosa María Molina Rojas Hecho    | Cristina Portillo Ayala          | Celia Camarena Ayala             |
| 6     | Germán Tena Fernández               | Omar Noé Bernardino Vargas Hecho | Cecilia Lazo de la Vega Castro   | Mario Macazaga Navarro           |

## Elecciones internas de los partidos políticos

### Partido Acción Nacional
El 7 de marzo de 2010 en su tercer informe de actividades como senador, Marko Antonio Cortés Mendoza, fue anunciado por el senador Santiago Creel como aspirante a la candidatura del PAN a la gubernatura; mientras que por su parte, Luisa María Calderón Hinojosa —hermana del presidente Felipe Calderón Hinojosa—, el 23 de octubre del mismo año en una reunión con motivo de su cumpleaños, hizo lo propio. El 4 de junio de 2011, el PAN en la entidad lanzó la convocatoria a registros para precandidatos al gobierno del Estado, puntualizando que la elección interna se realizará el 31 de julio de 2011, la votación será destinada a los 66 mil 720 miembros activos y adherentes del PAN Michoacán con la instalación de centros de votación en los 113 municipios de la entidad.
Sólo se registraron dos precandidatos, Marko Cortés y Luisa María Calderón quienes iniciaron precampaña el 11 de junio de 2011, sin embargo, el exdelegado en Michoacán del Comité Ejecutivo Nacional del PAN, Juan José Rodríguez Prats argumentó la posibilidad de que el CEN panista cancele el proceso de elección interna y designe a la hermana del presidente Calderón como candidata. Abriendo el tema de las alianzas electorales, el dirigente estatal del PAN, Germán Tena Fernández, ha declarado que el PRI y PAN podrían concretar alianza de facto semanas antes de las elecciones, declinando quien vaya en segundo lugar por el primero. La lista de precandidatos es:
| Precandidato                  | Votos | %     |
| ----------------------------- | ----- | ----- |
| Luisa María Calderón Hinojosa | 15268 | 58.2% |
| Marko Antonio Cortés Mendoza  | 10489 | 40.0% |
| Nulos                         | 446   | 1.7%  |
| Total (98% computado)         | 26203 | 100%  |

La noche del 31 de julio de 2011, con un total de 98 por ciento de casillas computadas, los dirigentes nacional y estatal del PAN, Gustavo Madero y Germán Tena oficializaron la candidatura de Luisa María Calderón Hinojosa a la gubernatura del estado por el Acción Nacional.
El 1 de agosto de 2011, Gustavo Madero y Luis Castro Obregón, presidentes nacionales del PAN y del PANAL respectivamente firmaron un acuerdo de candidaturas comunes para la gubernatura del Estado, mientras la coalición para diputaciones de mayoría relativa y representaciones proporcional fue denominada "Por Ti, Por Michoacán".
La convocatoria panista definió la fórmula para seleccionar candidatos a alcaldías y diputaciones los precandidatos de los municipios más importantes de la entidad son los siguientes:
- Morelia - Candidato: Marko Antonio Cortés Mendoza.[16] Precandidatos: Alfonso Martínez Alcázar y Epigmenio Jiménez Roja.[57]
- Uruapan - Candidato: Antonio Berber Martínez.[23] Precandidatos: Librado Martínez Carranza.[58]
- Zamora - Precandidato: Rosa Hilda Abascal Rodríguez.[28]
- Apatzingán: No se ha designado candidato
- La Piedad - Candidato: Hugo Anaya Ávila.[41] Precandidato: Arturo Torres Santos.[58]
- Lázaro Cárdenas: Jesús Cárdenas Jiménez.[32]
- Zitácuaro - Candidato: Carlos Zepeda Morales.[35]
- Pátzcuaro - Precandidatos: David Alfredo Mejía Negrete.

Precandidatos de otros municipios: Álvaro Obregón: Celerino Pintor; Angangueo: Juan Pérez Anaya; Aporo: Refugio Torre; Charo: Daniel García; Chavinda: José Luis Castillo; Coahuayana: Andrés Cárdenas; Cuitzeo: Fernando Alvarado; Ecuandureo: Jesús Infante; Hidalgo: Raúl Sánchez; Huetamo: Fernando Jaimes, Virgilio García y Raúl Pineda; Jacona: Martín Arredondo; Jiquilpan: Jesús Valencia, Carlos Gómez y Marco Antonio Valencia; Maravatio: Ramón Sánchez.
Las Diputaciones Locales tienen las siguientes precandidaturas por el Acción Nacional y el PANAL en coalición bajo el nombre "Por Ti, por Michoacán", la Unidad es nuestra fuerza": La Piedad, Bertha Ligia López, Alfonso González Álvarez; Maravatio, Roberto Flores Bautista, Juan Carlos Carreño Retana y Vesalio Vázquez Tapia; Zamora, Ramón Ceja, José Rivera y Francisco Ávalos; Morelia Noroeste, Diego Leal, Rogelio Mejía, Moises Cardona; Pátzcuaro, Samuel Solorio; Morelia suroeste, Salvador Ramírez, Rodolfo Gutiérrez, Hugo Servin y Guillermo Marín.

### Partido Revolucionario Institucional
En entrevista radiofónica, el presidente municipal de Morelia, Fausto Vallejo Figueroa, dijo aspirar a la candidatura del PRI, el 1 de junio de 2011 pidió licencia a su cargo para buscar la candidatura de su partido a la gubernatura del Estado de 2011. Por su parte, el diputado local Alfredo Anaya Gudiño con el apoyo de algunos miembros del PVEM y del Partido Nueva Alianza oficializó su destape el 8 de abril de 2011. El presidente de los exdirigentes estatales del PRI, Víctor Silva Tejeda también figura dentro de su partido a la gubernatura. El 31 de mayo de 2011 el Comité Ejecutivo Nacional del PRI dio a conocer las bases de la convocatoria a los aspirantes al gobierno del Estado, puntualizando que la elección del candidato se realizaría a través de una convención de delegados que se llevó a cabo el día 31 de julio de 2011, teniendo una candidatura de unidad sin contienda interna en la figura de Fausto Vallejo Figueroa.
Los posibles precandidatos a las principales alcaldías en el Estado por el PRI, son: por Morelia el coordinador del grupo parlamentario del PRI en el Congreso del estado, Wilfrido Lázaro Medina y el tesorero municipal Carlos Río Valencia; por Uruapan el empresario Marco Trejo Pureco; por Lázaro Cárdenas el contratista y comerciante Armando Tafolla; por Zitácuaro son cinco, el diputado local Juan Carlos Campos Ponce, el diputado local Juan Carlos Orihuela Tello, el exalcalde Leopoldo Martínez Ruiz, el asesor del alcalde Abel Osorio Soto y el empresario Alfredo Vilchis Alvarado.
Hasta el momento, los precandidatos de los municipios más importantes son:
- Morelia - Candidato: Wilfrido Lázaro Medina.[17] Precandidato: Constantino Ortiz García.[68]
- Uruapan - Precandidatos: Aldo Macías Alejandres.[24]
- Zamora - Candidato: Guillermo Gómez Amezcua.[29] Precandidatos: Martha Ramírez Bravo y Martín Samaguey.[69]
- Apatzingán - Candidato: Uriel Chávez Mendoza.[38]
- La Piedad - Precandidato: Alejandro Saldaña Villaseñor.[42]
- Lázaro Cárdenas: No se ha designado candidato
- Zitácuaro - Candidato: Juan Carlos Campos Ponce.[70]
- Pátzcuaro - Candidato: Salma Karrum Cervantes.[45]
- Venustiano Carranza- Candidato: Nicolás Cibrián González.

El 1 de agosto de 2011, el PRI y el PVEM firmaron un convenio de coalición en lo referente a diputaciones de mayoría relativa y diputados plurinominales.

### Partido de la Revolución Democrática
El candidato a la gubernatura fue elegido el 26 de junio de 2011 por votación abierta a la ciudadanía. Los precandidatos que se anotaron a la elección interna fueron: el exsenador Antonio Soto Sánchez; la expresidenta del PRD en Michoacán Fabiola Alanís Sámano; el diputado local Enrique Bautista Villegas; el diputado local Raúl Morón Orozco; el diputado federal Uriel López Paredes; el Secretario de Gobierno de Michoacán Fidel Calderón Torreblanca; el senador Silvano Aureoles Conejo y la exsecretaria de la Mujer Cristina Portillo Ayala. En coalición con este partido y con un candidato común irán el Partido del Trabajo y Convergencia. Por su parte, el Movimiento de Regeneración Nacional (Morena), liderado por el excandidato presidencial Andrés Manuel López Obrador, ha declarado que participará en las Elecciones Estatales de Michoacán de 2011 en apoyo a la izquierda electoral.
Al concluir el registro de precandidatos dentro del Partido de la Revolución Democrática, quedaron fuera nombres como el del Secretario de Gobierno Fidel Calderón Torreblanca, así como el del diputado federal Uriel López Paredes, quien se sumó a la candidatura de Silvano Aureoles. A la convocatoria también se agregó el diputado federal Emiliano Vázquez Esquivel. Luego de haber cerrado el proceso de inscripción y ya en periodo de precampaña, el 8 de junio de 2011, el exsenador Antonio Soto declinó su participación para sumarse a la campaña de Silvano Aureoles. El 12 de junio de 2011, la exsecretaria estatal de la mujer, Cristina Portillo, anuncia su retiro de la precandidatura del Sol Azteca. La lista de aspirantes para el proceso de selección interna ha quedado de la siguiente manera:
| Precandidato                | Votos   | %      |
| --------------------------- | ------- | ------ |
| Fabiola Alanís Sámano       | 18,801  | 6.5%   |
| Silvano Aureoles Conejo     | 150,712 | 52.2%  |
| Enrique Bautista Villegas   | 77,342  | 26.7%  |
| Raúl Morón Orozco           | 25,625  | 8.8%   |
| Emiliano Velázquez Esquivel | 4,504   | 1.5%   |
| Ruth Hernández              | 856     | 0.2%   |
| Nulos                       | 10,810  | 3.7%   |
| Total                       | 288,650 | 100.0% |

En rueda de prensa, el dirigente nacional del PRD, Jesús Zambrano declaró que con un cómputo del 56% de las casillas y las encuestas de salida, el senador con licencia Silvano Aureoles Conejo es el virtual candidato del Partido del Sol Azteca a la gubernatura de la entidad, obteniendo más del 50% de la elección computada. El acta de mayoría le fue otorgada a Silvano Aureoles el 30 de junio de 2011, oficializando así su candidatura.
En cuanto a las alcaldías de los municipios más importantes, las precandidaturas podrían disputarse de la siguiente manera: Morelia con el exgobernador Genovevo Figueroa Zamudio y el exsecretario de Educación en el Estado Manuel Anguiano Cabrera; Uruapan con el Coordinador del Transporte en el Estado Marco Antonio Lagunas Vázquez, la diputada local Gabriela Molina y el diputado federal Uriel López; Apatzingán con el expresidente municipal Roldán Álvarez Ayala; y Zitácuaro con exdiputado federal Mario Vallejo Estévez y el coordinador de Atención Ciudadana del gobierno del estado Sergio Vergara Cruz.
Existe una propuesta inicial para que se reserven municipios donde el CEN Perredista reservaría municipios para designación directa de candidatos, de los municipios más importantes de la entidad, los candidatos se darían de la siguiente forma:
- Morelia - Precandidatos: Genovevo Figueroa Zamudio.[18]
- Uruapan- Candidato: Marco Antonio Lagunas Vázquez.[25]
- Zamora: Precandidato: David Martínez Gowman.[30]
- Apatzingán - Candidato: Roldán Álvarez Ayala.[39] Precandidatos: Mauricio Ochoa Rojas y Víctor Hugo Vallejo Vega.
- La Piedad Candidato: Mario Navarrete Urrutía.[43] Precandidatos: Vicente Aguilar Contreras, Rafael Ayala Villalobos, Miguel Ángel Vázquez, Pedro Sánchez y Antonio Juárez.[90]
- Lázaro Cárdenas - Candidato: Arquímides Oseguera.[33] Precandidatos: Manuel Barreras Ibarra.
- Zitácuaro - Candidato: Mario Vallejo Estevez.[36]
- Venustiano Carranza: Edgar Gil Yoguez
- Pátzcuaro: No se ha designado candidato

El 1 de agosto del 2011, el PRI y el PT registraron ante el IEM un convenio de coalición, tanto para diputaciones de mayoría como de representación proporcional, así como de ayuntamientos, se hace notar que el partido Convergencia no se registró en este convenio.

### Partido del Trabajo
El 29 de mayo de 2011, los partidos integrantes del Diálogo para la Reconstrucción Nacional (DIA), PRD, PT y Convergencia, en rueda de prensa declararon que irían en alianza para los comicios de 2011 en la entidad. No obstante, el 6 de junio el Partido del Trabajo declaró que lanzará su candidatura independiente, por lo tanto no hay definición de alianzas.
De esta forma, Reginaldo Sandoval en múltiples medios se ha abierto la posibilidad de que el candidato por el PT "sea un dirigente activo del magisterio democrático de Michoacán", analistas del políticos en el Estado consideran al Secretario General de la Sección XVIII del SNTE-CNTE Jorge Cázares Torres con la posibilidad de la candidatura. No obstante a lo anterior, en una reunión el día 5 de julio de 2011 entre el representante del DIA nacional Manuel Camacho Solís y el representante también del DIA, pero en el estado, Fidel Calderón Torreblanca, con otros actores políticos, acordaron que PRD, PT y Convergencia irían juntos de forma definitiva en la elección para la gubernatura, pero no en coalición sino en la figura de candidatura común.
El domingo 10 de junio de 2011, el PT presentó a sus dos precandidatos a la gubernatura del Estado: el académico Rafael Mendoza Castillo y el dirigente magisterial Jorge Cázares Torres. El 20 de junio de 2011, Rafael Mendoza Castillo declinó dejando la precandidatura única a Cázares Torres. Sin embargo, al no contar con el apoyo de Morena, de AMLO ni de la base magisterial michoacana, Jorge Cázares declaró que se retira de la contienda electoral, y debido a una serie de declaraciones encontradas entre la dirigencia nacional y estatal de este partido, aún no definían el rumbo a seguir electoralmente. Hasta el 4 de agosto de 2011, cuando Silvano Aureoles se registró como precandidato de ese instrumento político.
El PT registró una coalición con el PRD ante el IEM para participar para la elección de diputados de mayoría relativa y de representación proporcional, así como de 50 ayuntamientos.
- Morelia - Precandidato: Genovevo Figueroa Zamudio[19]

### Partido Verde Ecologista de México
A pesar de que el líder del PVEM en Michoacán, Arturo Guzmán Abrego, en un primer momento había declarado que el instituto político que él dirige iría solo en búsqueda de la gubernatura el 17 de mayo de 2011 inició conversaciones con el Acción Nacional en busca de una alianza electoral. Pero posteriormente al no llegar a un acuerdo político ha buscado concretar la alianza con el Revolucionario Institucional. Las precandidaturas registradas hasta el momento en el Verde Ecologista son las del presidente estatal del partido Arturo Guzmán Abrego y la dirigente municipal del PVEM en Morelia, Yazmín García Villa. El 11 de agosto de 2011, las dirigencias estatales del PVEM y del PRI formalizaron la candidatura común del exalcalde de Morelia Fausto Vallejo Figueroa para competir por la gubernatura del Estado.
El Partido Verde ha declarado en voz de su presidente estatal que no irá en alianza electoral en 9 municipios michoacanos, que son Ocampo, Cuitzeo, Purépero, Pátzcuaro, Tzitzio, Huandacareo, Tangancícuaro, Vista Hermosa y Uruapan.
- Uruapan - Precandidato: Berna Rafael Luna Contreras
- Pátzcuaro - Precandidatos: Felipe de Jesús Valencia Ochoa.

Para la elección de diputaciones, tanto de mayoría relativa como de representación proporcional, el Partido Verde realizó un convenio de coalición con el PRI.

### Convergencia
En reunión del 5 de julio de 2011, los representantes del Díalogo para la Reconstrucción Nacional (DIA) Manuel Camacho Solís en el plano nacional y Fidel Calderón Torreblanca, a nivel estatal, acordaron que PRD, PT y Convergencia irán en alianza por la gubernatura del estado y varios municipios. El Consejo Político estatal de Convergencia, en comunicado del día 8 de julio de 2011 ratifica el compromiso de respaldar la candidatura de Silvano Aureoles Conejo, designándolo candidato oficial de su partido el día 31 de julio de 2011.
- Morelia - Candidata: Ana Lilia Guillén Quiroz.[20]
- Uruapan - Candidata: Ana Griselda Valencia Pérez.[26]

### Nueva Alianza
La lidereza del Partido Nueva Alianza, Elba Esther Gordillo Morales declaró que el PANAL en Michoacán no iría con el PRI, sino con el PAN, específicamente con la precandidata Luisa María Calderón Hinojosa. La candidatura única del PANAL con el PAN para la gubernatura del Estado se concretó luego de que Luisa María Calderón Hinojosa fuera declarada ganadora de las elecciones internas de su partido.
El 1 de agosto de 2011, el Acción Nacional y el Nueva Alianza presentaron el convenio de coalición ante el Instituto Electoral de Michoacán para ayuntamientos y las diputaciones.

## Polémica sobre la cancelación del proceso electoral
El día 14 de mayo de 2011, se inició un rumor sobre la intención del presidente Felipe Calderón de cancelar las elecciones para la gubernatura del Estado debido al clima de inseguridad y violencia en la entidad, teniendo tan alto impacto mediático que incluso el gobernador del Estado, Leonel Godoy Rangel y los representantes de las principales fuerzas políticas de Michoacán opinaron al respeto, desmintiéndolo algunas de ellas.
Pronto, la discusión se generalizó hasta el punto en que los líderes nacionales del PRD, Jesús Zambrano, del PAN, Gustavo Madero, acordaron que ambos partidos buscarían concretar una candidatura de unidad en el estado, con la finalidad de evitar la infiltración del crimen organizado en el proceso electoral. La postura del líder nacional del PRI, Humberto Moreira fue la de aceptar la candidatura de unidad con la condición de que el abanderado fuese priísta. Sin embargo, el día 30 de mayo, tras la reunión de los líderes de las tres principales fuerzas políticas en el país con el gobernador de Michoacán, llegaron a la conclusión de que la propuesta de una candidatura única resultaba inviable, quedando descartada.

## Cancelación de las elecciones en Cherán
Mediante un fallo que los cheranenses consideran un triunfo histórico de repercusiones internacionales, la Sala Superior del Tribunal Electoral del Poder Judicial de la Federación (TEPJF) ordenó la cancelación de las elecciones en Cherán y determinó la realización de una consulta entre los habitantes para que ellos ratifiquen si están o no de acuerdo en tomar parte en el proceso electoral constitucional, o realizar un proceso alterno de acuerdo al modo de vida indígena. Esto se debe a que los cheranenses afirman que los políticos, las policías estatales y la delincuencia organizada forman un solo grupo que actúa afectando los intereses de la población, además de que los partidos políticos únicamente han logrado dividir a los purépechas de este lugar.

## Caída de la página electrónica del IEM
Durante la contienda electoral, la página del Instituto Electoral de Michoacán, donde se daría a conocer el Programa de Resultados Electorales Preliminares (PREP), se "cayó" y no se puede acceder, el grupo de activistas cibernéticos conocidos como Anonymous se adjudicó el ataque, aunque la versión oficial asegura que la caída se debió al exceso de visitas y para solucionar el problema con el PREP el IEM abrió el portal http://www.prep.com.mx/.